# Linnuse (Muhu)
Linnuse – wieś w Estonii, w prowincji Sarema, w gminie Muhu.